# Нуньес, Джанетт
Джанетт Нуньес (англ. Jeanette Nuñez; род. 6 июня 1972, Майами, Флорида) — американский государственный деятель. Бизнесвумен и политик, занимающая должность вице-губернатора Флориды с 2019 года. Член Республиканской партии, представляла округ Майами-Дейд в Палате представителей Флориды с 2010 по 2018 год, а также временно исполняла обязанности спикера в течение последних двух лет её пребывания в офисе. Первая латиноамериканка на должности вице-губернатора Флориды.

## Ранний период жизни и образование
Родилась в Майами в семье кубинца Виктора К. Санчеса и Тереситы Санчес, является одной из трёх их дочерей. В 1994 году получила степень бакалавра гуманитарных наук в области политологии и международных отношений во Флоридском международном университете. В 1998 году получила степень магистра государственного управления во Флоридском международном университете.

## Карьера
После окончания бакалавриата стала помощником сенатора штата Алекса Диаса де ла Портилья. Затем работала в сфере здравоохранения: была вице-президентом по связям с правительством в Jackson Health System. Также работала во Флоридском международном университете в должности адъюнкт-профессора и советника. Затем была вице-президентом по внешним связям в региональном медицинском центре Kendall и Aventura Hospital & Medical Center, пока не стала вице-губернатором Флориды.

### Палата представителей Флориды
Когда действующий представитель штата Дэвид Ривера не смог баллотироваться на переизбрание в 2010 году из-за ограничений по срокам полномочий, она выдвинула свою кандидатуру, чтобы сменить его в 112-м округе, который включал части округов Брауард, Коллиер и Майами-Дейд, простирающихся от Дорала до Нейплса. На республиканских праймериз конкурировала с Хуаном Д’Арсе и Джеймсом Патриком Герреро и провела кампанию по принятию закона, направленного на «улучшение экономики» и «реформирование программы Medicaid, чтобы сдержать постоянно растущие расходы, которые влияют на налогоплательщиков». Она выиграла предварительные выборы над своими оппонентами, получив 66 % голосов против 19 % Д’Арсе и 15 % Герреро. Выдвигаясь на всеобщие выборы, конкурировала с Сандрой Руис, кандидатом от Демократической партии и членом городского совета Дорала, и независимым кандидатом Робертом Ван Неймом. Провела кампанию по созданию рабочих мест, отметив: «Для меня самым важным вопросом для округа 112 и фактически для всего штата Флорида является создание рабочих мест, улучшение экономики и снижение налогового бремени для предприятий и владельцев собственности». Издание Naples Daily News поддержало на выборах кандидатуру Нуньес, а не Руис, потому что республиканка встретилась с редакционной коллегией, а демократка — нет, что, как они отметили, было «ужасным выбором такого высокопоставленного государственного служащего». Джанетт Нуньес одержала победу, набрав 56 % голосов против 39 % у Руис и 5 % у Ван Нейма.

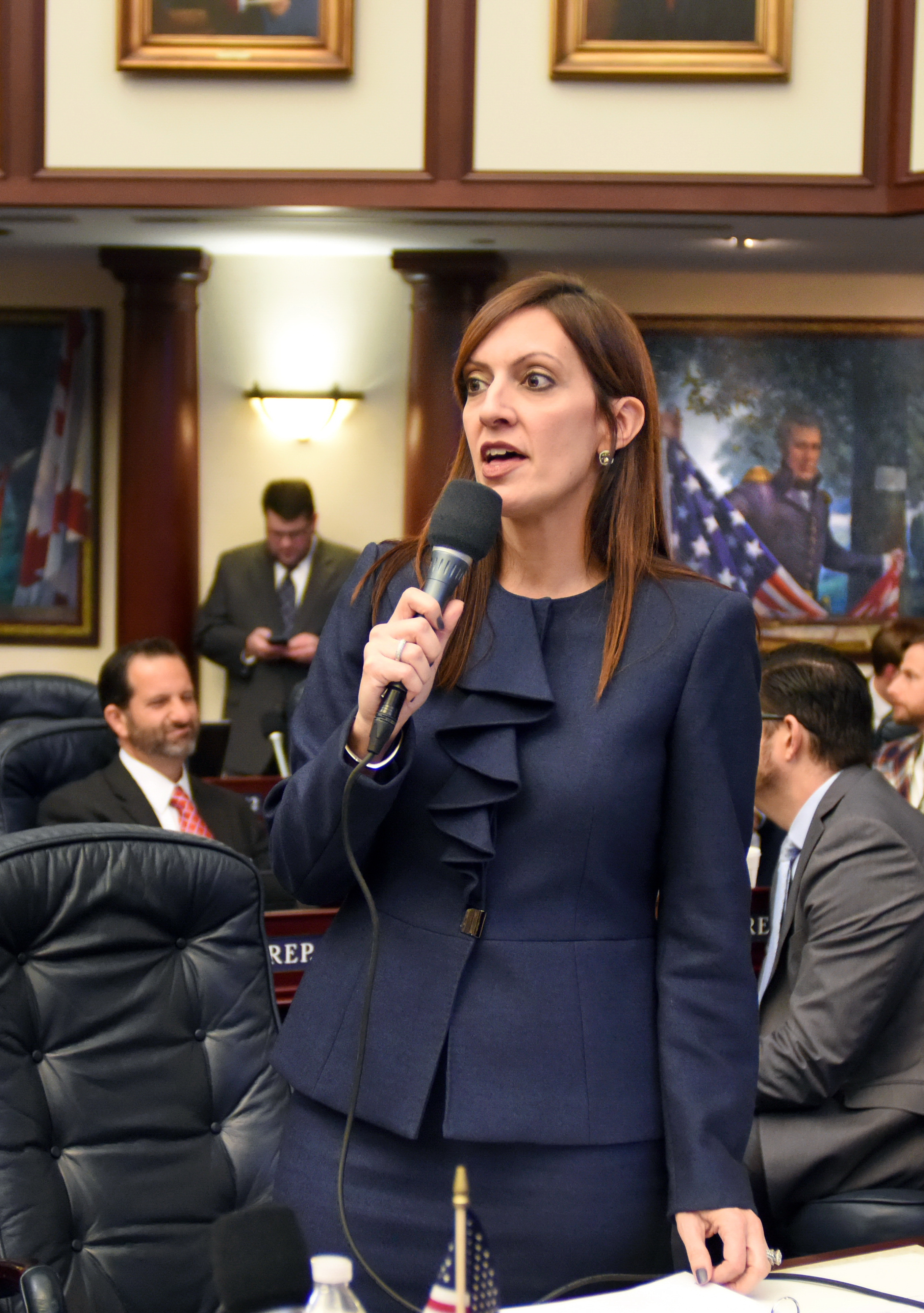
Нуньес во время дебатов в Палате представителей Флориды (3 марта 2015)

Когда в 2012 году были изменены законодательные округа штата, она оказалась в 119-й округе, где решила добиваться переизбрания. На республиканских предварительных выборах ей бросила вызов Либби Перес, но она вновь одержала победу, набрав 73 % голосов. Столкнулась с оппозицией на всеобщих выборах, но вновь была переизбрана.
Во время законодательной сессии 2014 года работала с сенатором штата Джеком Латвалой, чтобы поддержать закон, который позволил бы детям иммигрантов без документов платить за обучение в колледже по той же цене, что и другим жителям Флориды, который в конечном итоге был принят законодательным собранием.
Как сообщал The Hill в 2018 году, она пролоббировала во Флориде закон, «стандартизирующий переход на летнее время для всего календарного года». Чтобы сделать «Закон о защите солнечного света» общенациональным, сенатор Марко Рубио поддержал законопроект в Сенате, поскольку законопроект штата не может вступить в силу до тех пор, пока федеральное правительство не оценит изменения. Это связано с тем, что «положение навсегда переместит штат в другой часовой пояс», что требует федерального регулирующего постановления или акта Конгресса.

### Вице-губернатор Флориды
5 сентября 2018 года конгрессмен Рон Десантис выбрал Джанетт Нуньес своим напарником на выборах губернатора Флориды, их конкурентом был Эндрю Гиллумом и его напарник Крис Кинг. Десантис и Нуньес выиграли выборы с перевесом менее половины процента. Джанетт Нуньес стала первой латиноамериканкой, занявшей должность вице-губернатора Флориды.
В 2022 году Рон Десантис был переизбран, набрав 59,4 % голосов, что составляет более чем 1,6 миллиона голосов по сравнению с конкурентом Чарли Кристом, что стало самым большим отрывов среди всех республиканцев, когда-либо избранных губернатором Флориды. Впервые с 2002 года была одержана победа в Майами-Дейд кандидатом в губернаторы от республиканцев, а также в других округах, которые ранее голосовали за демократов.
Джанетт Нуньес была приведена к присяге в должности вице-губернатора 8 января 2019 года, сменив на этом посту Карлоса Лопеса-Кантеру. За время своего пребывания в должности проводила различные мероприятия в поддержку беженцев из Венесуэлы.

## Политическая позиция
Подверглась тщательной проверке, когда сделала заявление: «Нелегальный въезд в страну и бегство от диктатуры в поисках убежища — две разные вещи, и искажать информацию о них — оскорбительно». Этот комментарий был по вопросу о кубинских беженцах.

## Личная жизнь
В 1997 году вышла замуж за Адриана Нуньеса. У пары трое детей. По вероисповеданию относится к Католической церкви.